# عين زبدة
عين زبدة هي إحدى القرى اللبنانية من قرى قضاء البقاع الغربي في محافظة البقاع.